# Lance-flammes Ronson
Pour les articles homonymes, voir Ronson.

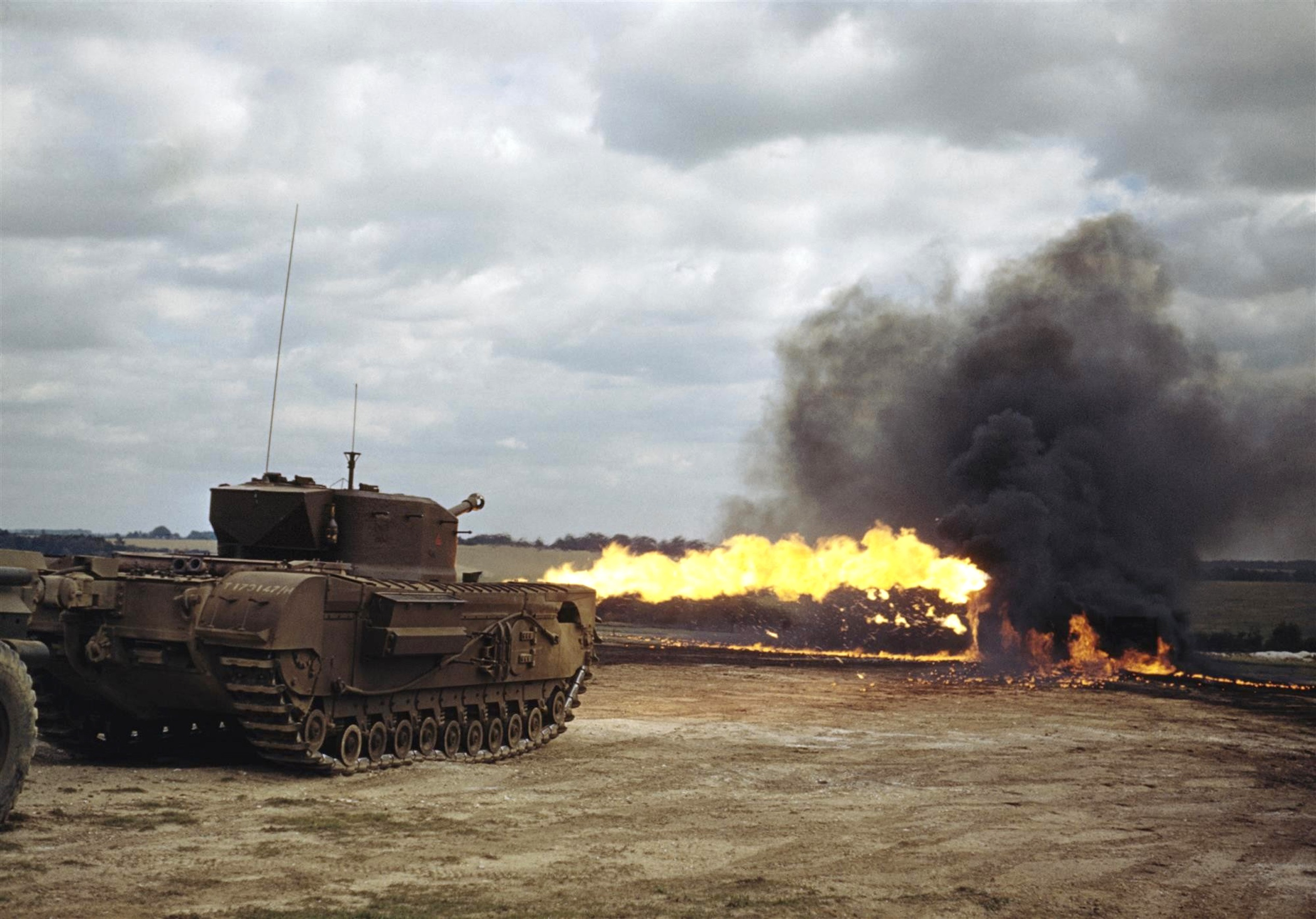
Churchill Crocodile équipé d'un lance-flammes Ronson en janvier 1943

Le lance-flammes Ronson, ou système Ronson, est un lance-flammes embarqué mis au point pendant la Seconde Guerre mondiale, en usage au sein de l'armée britannique, des troupes des marines américains et de l'armée canadienne.

## Développement
Le système Ronson a été élaboré par le Petroleum Warfare Department britannique en 1940 et il est adapté sur le char Churchill Mark VII, et nommé Churchill Crocodile.
D'une portée insuffisante du point de vue de l'Army, le système est recalé, mais l'armée canadienne récupère le projet pour poursuivre son développement. L'état-major américain refait connaissance avec l'appareil amélioré par les Canadiens, et installé sur le Wasp, variante lance-flammes de l'Universal Carrier. Le Ronson est alors légèrement modifié par l'US Navy. Sous le nom de Mark 1 Flamethrower, il est installé sur des chars Sherman, mais également sur certains véhicules amphibies LVT 4.

## Au combat

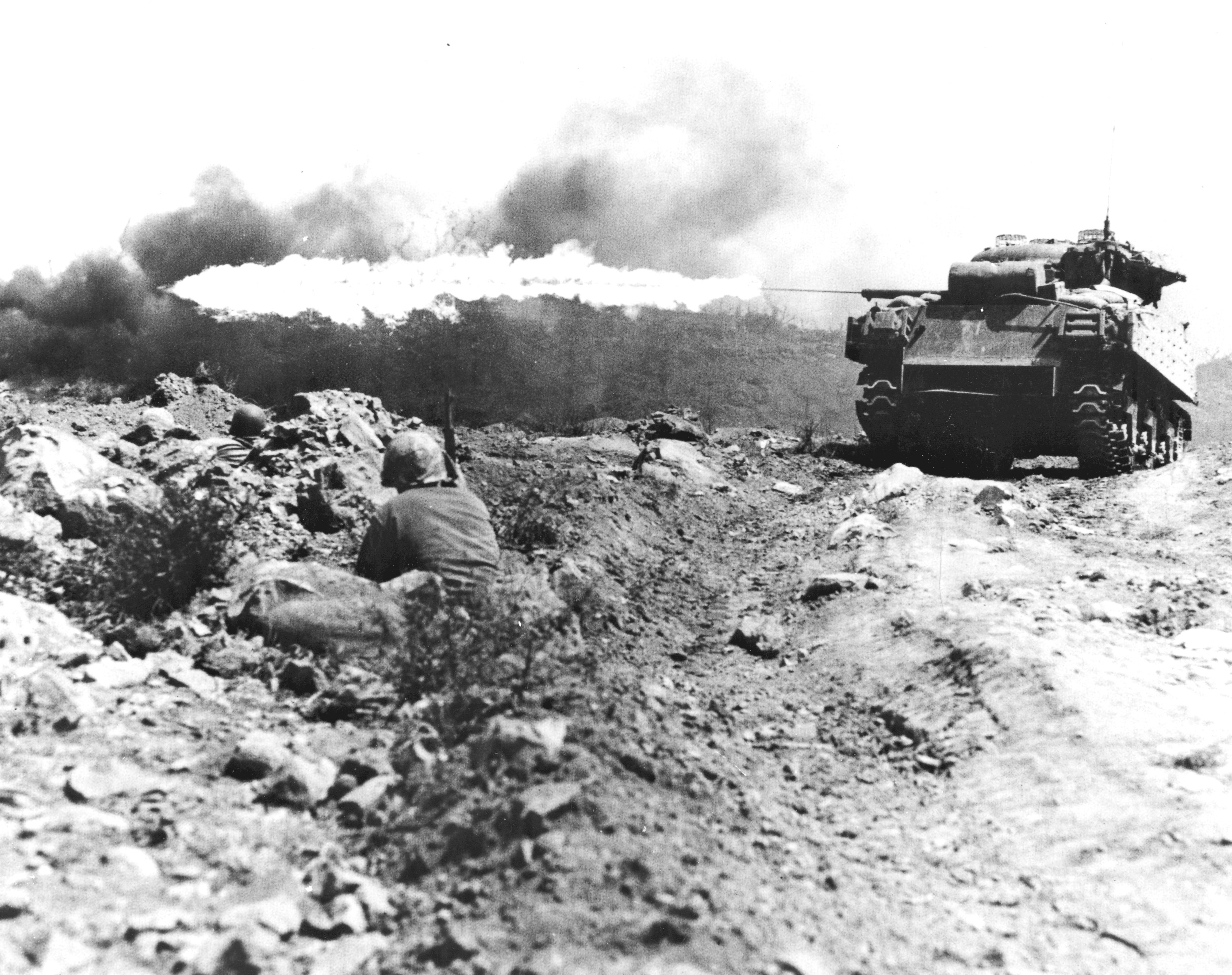
Un M4A3 Sherman lance-flammes Ronson, à Iwo Jima en 1945.

Le Churchill Crocodile pouvait lancer son liquide enflammé à 110 mètres pendant 81 secondes. Produit en 800 exemplaires à partir d'octobre 1943, il sert dans trois régiments blindés en Europe à partir du débarquement de Normandie puis durant la guerre de Corée.
La portée du Mark 1 Flamethrower américain est d'environ 70 m pour un mélange huile/essence, 140 m pour du napalm. La durée du jet de liquide enflammé est de 55 s pour le mélange, 80 s pour le napalm. Les chars M4 Sherman modifiés ont été employés lors de l'opération Overlord et pendant la bataille d'Iwo Jima. Les LVT4 sont utilisés à Peleliu, au sein de la 1re division de Marines. Les Sherman seront remplacés dans ce rôle par le char M67 entre 1955 et 1974.